# Incomplete
"Incomplete" (em inglês:  "Incompleto") é o primeiro single do álbum Never Gone de Backstreet Boys, lançado dia 1 de abril de 2005. Foi o primeiro single do grupo desde "Drowning", lançado em 2001 e obteve bastante êxito chegando a 1ª posição dos rankings de nove países, sendo considerado o single mais popular de 2005 na China e Filipinas., também é conhecido por ser uma das músicas mais "diferentes" da banda tendo uma sonoridade mais puxada para o rock alternativo.

## Sobre o videoclipe
Dirigido por Joseph Kahn, o vídeo foi significantemente diferente de outros vídeos feitos anteriormente pelos Backstreet Boys. Foi gravado em Lancaster e em Zuma Beach, Califórnia; e segundo Kahn, a ideia era incorporar os elementos naturais como fogo (Nick), água (Brian), terra (AJ), vento (Howie) e gelo (Kevin) no vídeo, sendo cada um representado por um integrante da banda. No final do vídeo, a banda se encontra caminhando por uma estrada no meio do deserto.

## Lista de músicas
1. "Incomplete" -  4:01
2. "My Beautiful Woman" -  3:38
3. "Movin' On" -  6:02

CD Single (Reino Unido)
1. "Incomplete" (Album Version) - 3:58
2. "Incomplete" (Instrumental) - 3:57

## Desempenho nas paradas
| Parada (2005)                                | Posição mais alta |
| -------------------------------------------- | ----------------- |
| Australian Singles Chart                     | 1                 |
| Austrian Singles Chart                       | 6                 |
| Belgium (Flanders) Singles Chart (Bélgica)   | 14                |
| Belgium (Walonia) Singles Chart (Bélgica)    | 13                |
| Canadian Singles Chart                       | 1                 |
| Danish Singles Chart (Dinamarca)             | 3                 |
| Dutch Singles Chart                          | 4                 |
| European Hot 100 Singles                     | 6                 |
| Finnish Singles Chart                        | 14                |
| French Singles Chart                         | 19                |
| German Singles Chart                         | 3                 |
| Hungarian Singles Chart (Hungria)            | 1                 |
| Irish Singles Chart                          | 5                 |
| Italian Singles Chart                        | 2                 |
| New Zealand Singles Chart                    | 12                |
| Norwegian Singles Chart                      | 8                 |
| Spanish Singles Chart (Espanha)              | 2                 |
| Swedish Singles Chart                        | 9                 |
| Swiss Singles Chart                          | 3                 |
| UK Singles Chart                             | 8                 |
| U.S. Billboard Hot 100                       | 13                |
| U.S. Billboard Hot Adult Contemporary Tracks | 4                 |
| U.S. Billboard Hot Adult Top 40 Tracks       | 21                |
| U.S. Top 40 Mainstream                       | 8                 |

## Créditos
- Gravação e Produção: Dan Muckala e Dave Dilbeck.
- Bateria: Joe Potter.
- Baixo: Brent Milligan.
- Piano: Dan Mickala.
- Guitarra: Alex Nifong e Chris McMurty.
- Violão: Brandon Heath.